# Hyposmocoma mormopica
Hyposmocoma mormopica là một loài bướm đêm thuộc họ Cosmopterigidae. Nó là loài đặc hữu của Oahu. Loài địa phương ở Punaluu.